# Саноцька Христина-Олена Іванівна

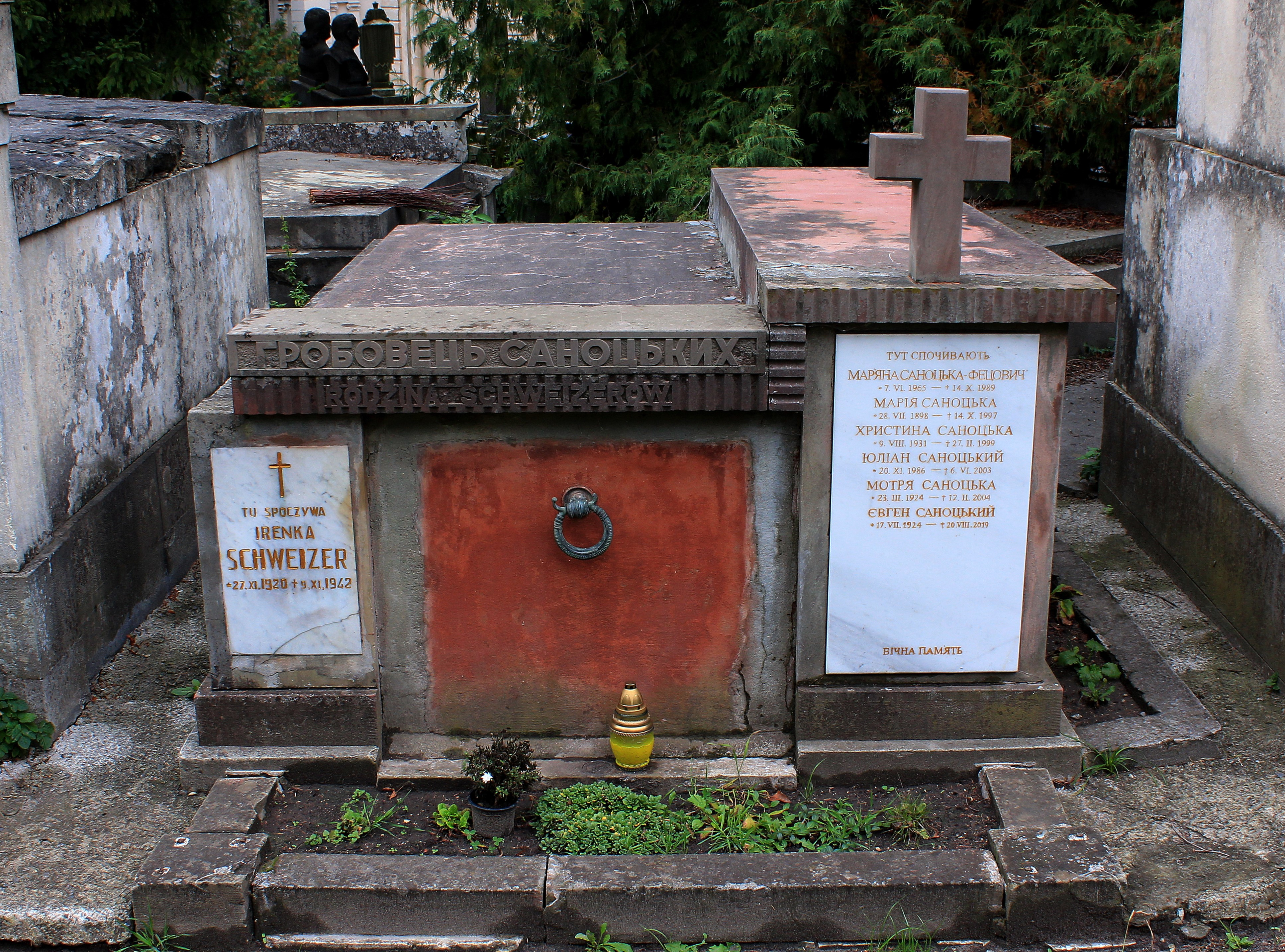
Гробниця родини Саноцьких.

Христи́на-Оле́на Іва́нівна Сано́цька (*9 серпня 1931, Львів — †27 лютого 1999) — український мистецтвознавець. Кандидат мистецтвознавства (1970). Професор (1997).

## Біографія
1953 — закінчила Український поліграфічний інститут імені Івана Федорова (Львів; тепер Українська академія друкарства).
Від 1970 викладала в Українському поліграфічному інституті імені Івана Федорова.
У Львівському національному університеті імені Івана Франка читала курси «Історія і теорія культури», «Історія мистецтва».
З 1997 — професор кафедри Книжкової графіки та дизайну друкованої продукції Української академії друкарства.
Померла у Львові, похована в родинному гробівці на полі № 3  Личаківського цвинтаря.

## Праці
- Альбоми:
  - «Антон Манастирський» (1980),
  - «Михайло Ткаченко» (1981),
  - «Діти в українському живописі» (1985).
- Каталог творів П.Грегорійчука (1991).
- Співр. «Історії українського мистецтва», розділ «Живопис західних земель України» (т. 4, ч. 2, 1970) у співавторстві з І.Катрушенко і Я.Нановським.

## Почесні звання
- Заслужений діяч мистецтв України (1997).